# عمر ائلدارف
عمر ائلدارف (ترکی آذربایجانی: Ömər Eldarov) مجسمه‌ساز معروف اهل جمهوری آذربایجان است. همزمان وی دریافت کنندهٔ جایزهٔ «حیدر علی‌اف» و عضو حضوری آکادمی ملی علوم جمهوری آذربایجان و رئیس آکادمی نقاشی آذربایجان می‌باشد.

## زندگی‌نامه
عمر ائلدارف در ۲۱ دسامبر سال ۱۹۲۷ در شهر دربند جمهوری خودمختار داغستان زاده شد. پس از آنکه از رشته مجسمه‌سازی دانشگاه نقاشی آذربایجان دانش‌آموخته شد، برای ادامهٔ تحصیلش راه‌سپار سن‌پترزبورگ و آنجا وارد رشته مجسمه‌سازی دانشکدهٔ رنگ کاری، مجسمه‌سازی و معماری ایلیا رپین گردید.
از سال ۱۹۴۶، وی به‌طور مستمر در مسابقات مختلف سراسری کشور و نیز منطقه‌ای و بین‌المللی حضور پیدا کرد. شماری از مجسمه‌های او در برخی از موزههای جهان به نمایش گذاشته شده‌است.
از آثار عمر ائلدارف می‌توان مجسمه‌های خورشیدبانو ناتوان، محمد فضولی، ظریفه علیوا، دانشمند شهیر آذربایجانی در رشته چشم‌پزشکی، پروفسور «احسان دوغراماجی» و نیز مجسمه‌های روی قبر حیدر علی‌اف، عزیر حاجی‌بیگف، ستار بهلول‌زاده، سلیمان رحیمف، ضیا بنیادف و غیره… را اسم برد. افزون بر این‌ها، وی مؤلف چند مجسمه کوچد دیگر نیز می‌باشد.
عمر ائلدارف در کنار مجسمه‌سازی در امور اجتماعی و فرهنگی جمهوری آذربایجان حضور فعالی دارد. در سال‌های ۱۹۵۸–۶۸ به عنوان دبیر اتحادیه نقاشان آذربایجان انتخاب شد. در سال ۱۹۷۰، به زمامداری کارگاه مجسمه‌سازی آکادمی نقاشی شوروی در باکو رسید. در سال‌های ۱۹۶۹–۱۹۷۳ به «شورای باکو» (مجلس ملی کنونی) راه یافت و آنجا تصدی کمیسیون امور آموزش و پرورش را عهده‌دار شد. پس از استقلال آذربایجان از شوروی، در سال ۱۹۹۵ به عنوان نماینده به مجلس ملی این کشور انتخاب شد. وی سکاندار آکادمی نقاشی جمهوری آذربایجان می‌باشد.

## جوایز و نشان‌ها
- نشان «مدال افتخار» (سال ۱۹۵۹)
- نشان «سالروز» به مناسبت زادروز ولادیمیر لنین (سال ۱۹۷۰)
- جایزه دولتی اتحاد شوروی (سال ۱۹۸۰)
- نشان «پرچم سرخ کار» (۲۲ اوت سال ۱۹۸۶)
- جایزه دولتی آذربایجان شوروی (سال ۱۹۸۲)
- نام افتخار «نقاش مردم آذربایجان شوروی» (سال ۱ دسامبر سال ۱۹۸۲)
- نشان «استقلال» (۲۰ دسامبر سال ۱۹۹۷)
- نشان «افتخار» (سال ۱۲ دسامبر ۲۰۱۲)
- نشان «حیدر علی‌اف» (۲۰ دسامبر ۲۰۱۷)
- در ۱۶ آوریل سال ۲۰۱۴، نشان «ستاره‌های اتحادیه- ۲۰۱۴» را دریافت نمود.
- در ۱۸ آوریل سال ۲۰۱۴، نشان «عزیر حاجی‌بیگف» در پاس خدمات عمر ائلدارف در هنر مجسمه‌سازی یادبود، پیکر تراشی و تندیس‌گری به وی اعطاء گردید.
- در ۱۰ ژوئن سال ۲۰۱۵، مشعل بازی‌های اروپایی ۲۰۱۵ در باکو را عمر ائلدارف به مرکز فرهنگی حیدر علیف آورد.[۴][۵][۶][۷]

آثار
- مجسمه خورشیدبانو ناتوان در باکو (سال ۱۹۶۰)
- مجسمه محمد فضولی در باکو (سال ۱۹۶۳)
- مجسمه حسین جاوید در باکو (سال ۱۹۹۳)
- مجسمه حیدر علی‌اف در نخجوان (سال ۱۹۸۷)
- بنای یادبود اختصاص یافته به «پسران و دختران بی ترس آذربایجانی» که به عنوان سربازان لشکر شماره ۷۲ در حمله به کوه «ساون» شرکت کرده بودند (سال ۱۹۷۴، شهر سواستوپول)
- مجسمه «صدر الدین آینی» در دوشنبه (سال ۱۹۷۹)
- مجسمه ابن سینا در دوشنبه (سال ۱۹۸۰)
- مجسمه «احسان دوغراماجی» در آنکارا (سال ۲۰۰۱)
- مجسمه حیدر علی‌اف در قارص (سال ۲۰۰۱)
- تندیس یادبود عزیر حاجی‌بیگف در باکو (سال ۱۹۸۵)
- تندیس یادبود ستار بهلول‌زاده در باکو (سال ۱۹۷۴)
- تندیس یادبود واقف مصطفی‌زاده در باکو (سال ۱۹۸۴)
- تندیس یادبود نیازی در باکو (سال ۱۹۸۹)
- تندیس یادبود سلیمان رحیمف در باکو (سال ۱۹۹۱)
- تندیس یادبود فکرت امیروف در باکو (سال ۱۹۸۸)
- تندیس یادبود ضیا بنیادف در باکو (سال ۲۰۰)
- تندیس یادبود حسن علی‌اف در باکو (سال ۱۹۸۸)
- بنا یادبود «ائلژیا» (سال ۱۹۸۹)
- مجسمه روی قبر ظریفه علی‌اوا در باکو (سال ۱۹۹۵)
- مجسمه روی قبر حیدر علی‌اف در باکو (سال ۲۰۰۴)
- مجسمه روی قبر لطفی زاده در باکو (سال ۲۰۱۸)

عمر ائلدارف علاوه بر این‌ها، چند مجسمه کوچک دیگر نیز خلق نموده‌است.

## زندگی شخصی
همسر وی «ائرنا ائلداراوا» در ۱۳ نوامبر سال ۲۰۱۸ درگذشت.